# Wounded Knee (Dakota del Sur)
Wounded Knee es un lugar designado por el censo ubicado en el condado de Shannon en el estado estadounidense de Dakota del Sur. En el Censo de 2010 tenía una población de 382 habitantes y una densidad de 137,84 personas por km². Fue el escenario de dos conflictos entre los indios Sioux y el Gobierno estadounidense.
En 1890 los Sioux habían sido inspirados por el movimiento llamado Danza de los espíritus a tomar las armas y reclamar su patrimonio cultural, pero la intervención militar federal mitigó la rebelión. El 29 de diciembre un joven se vio envuelto en una riña mientras se rendía y un soldado resultó muerto. Los soldados tirotearon a los indios, matando a más de 300 hombres, mujeres y niños. También murieron treinta militares.
La denominada masacre de Wounded Knee es considerada como el episodio final en la conquista de la Norteamérica India. 
Varios años después de la matanza, en 1973, unos 200 miembros del Movimiento Amerindio se apoderaron de la aldea a la fuerza, declarándola una nación independiente y jurando permanecer ahí hasta que el gobierno accediera a atender sus quejas; un asedio por parte de los marshals federales finalizó cuando los indios se rindieron a cambio de la promesa de negociar.

## Geografía
Wounded Knee se encuentra ubicado en las coordenadas 43°8′37″N 102°22′6″O / 43.14361, -102.36833. Según la Oficina del Censo de los Estados Unidos, Wounded Knee tiene una superficie total de 2.77 km².

## Demografía
Según el censo de 2010, había 382 personas residiendo en Wounded Knee. La densidad de población era de 137,84 hab./km². De los 382 habitantes, Wounded Knee estaba compuesto por amerindios en casi un 100%. Del total de la población, el 1.83% eran hispanos o latinos de cualquier raza.